# 黒瀬町
黒瀬町（くろせちょう）は、かつて広島県賀茂郡に存在した自治体である。町内を通る国道や県道が整備されたこともあり、広島・呉・東広島各市のベッドタウンとして発展してきた。
平成の大合併においては市外局番 (0823) が同じで町内を流れる黒瀬川の下流にある呉市の一部になるか、元々同じ郡であった東広島市（1974年4月20日賀茂郡のうちの西条・志和・高屋・八本松各町が合併して発足）の一部になるかで揉めたが、結局発展性が高いこと（東広島市は広島県の市町の中では数少ない人口増加自治体である）や同じ西条盆地の中にあることから東広島市との合併に傾き、2005年2月7日に賀茂郡の河内・豊栄・福富各町及び豊田郡安芸津町とともに東広島市に編入された。

## 地理

### 河川
- 黒瀬川

### 山
- 小田山 (719.1m)
- 石岳山 (559.0m)
- 前平山 (501.2m)
- 茂助山 (434m)
- 虚空蔵山 (431.5m)
- 二ツ山 (413m)
- 本岳 (393m)
- 岩幕山 (352.5m)
- 金剛山 (343.9m)
- 海老根山 (315.4m)

### 大字（2005年2月6日当時のデータ）
- 市飯田（いちいいだ）
- 大多田（おおただ）
- 小多田（おただ）
- 学園台（がくえんだい）
- 春日野一丁目・春日野二丁目（かすがの）
- 兼沢（かねさわ）
- 兼広（かねひろ）
- 上保田（かみぼうだ）
- 川角（かわすみ）
- 切田（きりた）
- 切田が丘一丁目・切田が丘二丁目・切田が丘三丁目（きりたがおか）
- 国近（くにちか）
- 桜が丘一丁目（さくらがおか）
- 菅田（すげた）
- 津江（つえ）
- 楢原（ならはら）　楢の右上の「八」は「ソ」が正当
- 乃美尾（のみのお）
- 松ケ丘（まつがおか）
- 丸山（まるやま）
- 南方（みなみがた）
- 宗近柳国（むねちかやなくに）

## 歴史

### 町名の由来
- 町内を南北に流れる川の名前から命名。

### 沿革
- 1889年4月1日 市町村制施行。黒瀬町域には当時いずれも賀茂郡に属していた板城（いたき）・上黒瀬（かみぐろせ）・下黒瀬（しもぐろせ）・中黒瀬（なかぐろせ）・乃美尾の各村が存在した。
- 1954年3月31日 賀茂郡上黒瀬・下黒瀬・中黒瀬・乃美尾の4村が合併してその区域をもって賀茂郡黒瀬町が発足する。
- 1955年3月31日 賀茂郡板城村のうちの小多田・国近を編入する。※賀茂郡板城村の残部は賀茂郡西条町に編入。
- 2005年2月7日 賀茂郡河内・豊栄・福富各町及び豊田郡安芸津町とともに東広島市に編入される。

## 経済
農業
『大日本篤農家名鑑』によれば、篤農家は上黒瀬村に「村上萬太郎」、中黒瀬村に「土肥元忠、室田等、日高宇右衛門、平賀迅夫、田坂茂樹、田坂佐右衛門、小橋隆治、小西友次、村瀬源四郎」、下黒瀬村に「狩屋静男」、乃美尾村に「進藤七郎、金光良純、藤本良一、藤本弾」などがいた。

## 地域

### 健康
医療機関
- 国立病院機構賀茂精神医療センター

医師
医師は上黒瀬村に「行友静眞」、中黒瀬村に「室田茂人、清水致」、下黒瀬村に「濱田久夫、濱田まき、碓井一人」、乃美尾村に「谷良作」などがいた。

### 教育（2005年2月6日当時のデータ）
小学校
- 黒瀬町立板城西小学校
- 黒瀬町立上黒瀬小学校
- 黒瀬町立下黒瀬小学校
- 黒瀬町立中黒瀬小学校
- 黒瀬町立乃美尾小学校

中学校
- 黒瀬町立黒瀬中学校
- 武田中学校

高等学校
- 広島県立黒瀬高等学校
- 武田高等学校

特別支援学校
- 広島県立黒瀬特別支援学校

大学
- 広島国際大学黒瀬キャンパス（東広島市編入後東広島キャンパスに改称）

### 主要施設
- 黒瀬工業団地
- 広島国際ゴルフ倶楽部
- クロセパブリックゴルフ（閉鎖）
- 黒瀬ダム

## 交通（2005年2月6日当時のデータ）

### 鉄道
- 町内北部を山陽新幹線が通過しているが、駅はない。鉄道を利用する場合の最寄り駅は、JR西日本呉線安浦駅。

### 道路

#### 高規格道路
- 東広島呉自動車道が通り、町内に黒瀬ICが設置される予定だが、供用開始は東広島市編入後となった。

#### 国道
- 国道375号

#### 主要地方道
- 広島県道34号矢野安浦線

#### 一般県道
- 広島県道333号岡郷東市之堂線
- 広島県道334号小多田安浦線
- 広島県道335号津江八本松線
- 広島県道336号津江郷原線
- 広島県道338号吉川大多田線

## 姉妹都市
- オシフィエンチム市 -  ポーランド

この姉妹縁組に関連して、オシフィエンチムに所在したアウシュヴィッツ＝ビルケナウ強制収容所に関連する資料の永久貸与を受けて平和記念館を建設する構想が立てられたが、資金難や住民の反対により実現しなかった。

## 出身・ゆかりのある人物
- 藤田一郎（実業家） - 藤田組（現・フジタ）創業者。広島商工会議所会頭。藤田定市の兄。広島県多額納税者で、貴族院多額納税者議員選挙の互選資格を有した[4]。
- 藤田定市（実業家） - フジタ工業会長。広島商工会議所会頭。参議院議長を務めた藤田正明の父。広島県知事を務めた藤田雄山の祖父。
- 藤田進（労働運動家、政治家） - 日本社会党参議院議員。総評議長。
- 日村勇紀（お笑いタレント、バナナマン） - 黒瀬町生まれ、神奈川県相模原市育ち。